# Michail Petrovič Kirponos
Michail Petrovič Kirponos (rusky Михаил Петрович Кирпонос, ukrajinsky Михайло Петрович Кирпонос; 12. ledna 1892 – 20. září 1941) byl sovětský ukrajinský generál Rudé armády. Je nositelem vyznamenání Hrdina Sovětského svazu za vedení divize v Zimní válce. Kirponos je většinou připomínán pro svou klíčovou roli při organizování a vedení obrany sovětské Ukrajiny v průběhu bitvy u Brodů, bitvy o Umaň a bitvy o Kyjev v prvních měsících roku 1941 při invazi Sovětského svazu silami Osy (v čele s nacistickým Německem). Byl zabit v boji při obraně Kyjeva.

## Časný život
Kirponos se narodil do chudé rolnické rodiny a pracoval jako lesník. Byl odveden v roce 1915 a zúčastnil se první světové války, v roce 1917 vstoupil do Rudé armády, bojoval v ruské občanské válce a připojil se k bolševikům v roce 1918. V roce 1927 absolvoval Frunzeho vojenskou akademii. Po ukončení studií byl náčelníkem štábu 44. střelecké divize. Rozhodnutím Nejvyššího sovětu Tatarské ASSR byl od roku 1934 do roku 1939 velitelem vojenské školy v Kazani.

## Zimní válka
Bojoval v zimní válce. V prosinci 1939 byl jmenován velitelem 70. střelecké divize 7. armády. Během šesti dnů na počátku března 1940 divize obešla po ledě Finského zálivu vyborský opevněný rajón, vytlačila Finy z opevnění na severním břehu zálivu a přerušila spojení Vyborg – Helsinky. Poté odrazila několik desítek protiútoků, protivníka zatlačila a ohrozila jeho týl, což významně přispělo k rychlému úspěchu dalších jednotek při útoku na Vyborg.
Rozhodnutím Prezídia Nejvyššího sovětu z 21. srpna 1940 byl za smělé velení divizi a bojové hrdinství vyznamenán Zlatou hvězdou hrdiny Sovětského svazu (jako 91. v pořadí vyznamenaných) a Leninovým řádem.

## Odkaz
- V Kyjevě a v Černihivu byly generálplukovníku Kirponosovi postaveny památníky
- V Kyjevě, Černihivu a v Lochvyci jsou na Kirponosovu počest nazvány ulice
- V generálově rodišti Vertijevce se nachází muzeum
- V kazaňském vyšším vojenském učilišti byla 6. května 2016 odhalena pamětní deska

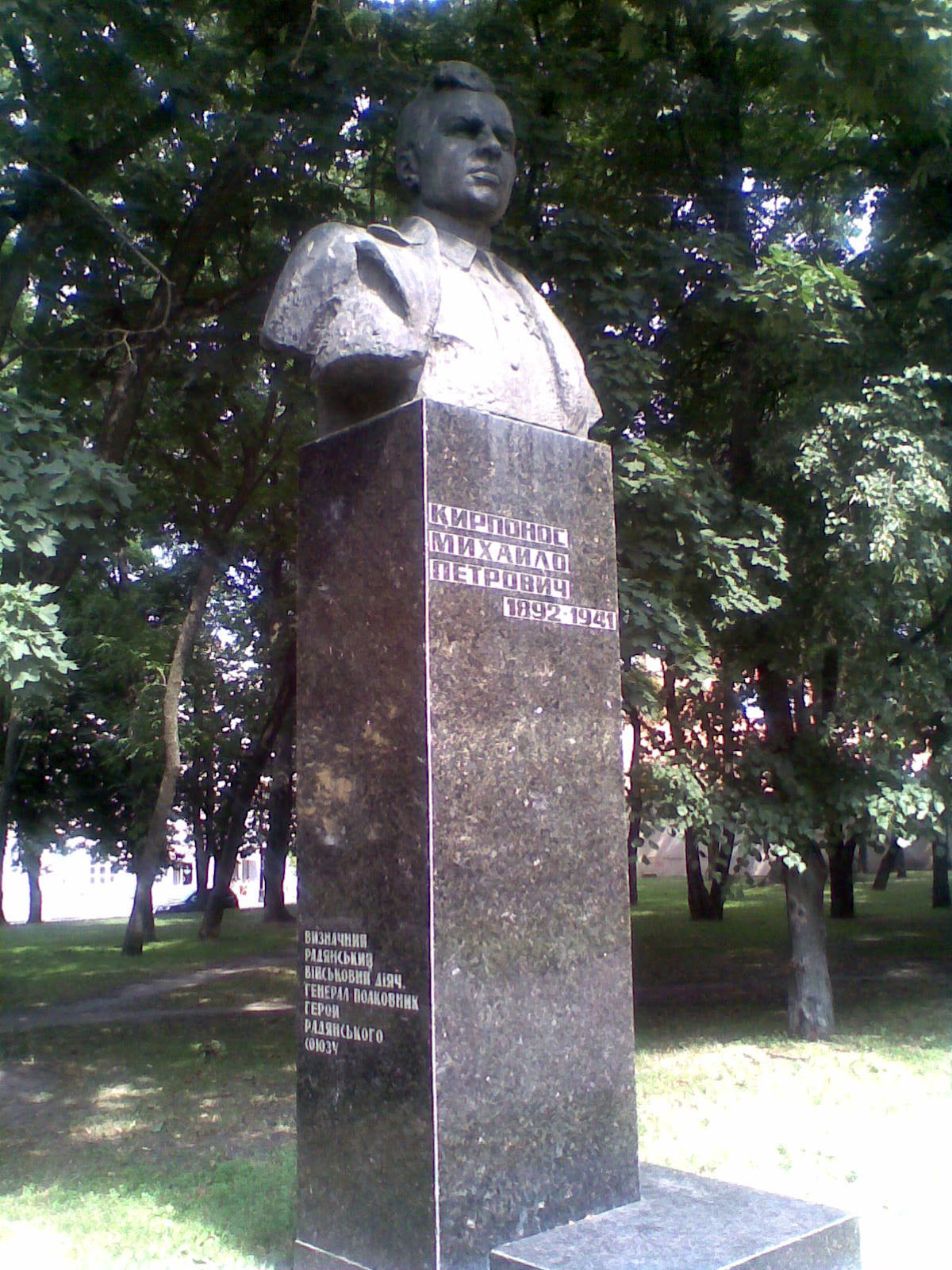
Pomník v Černihivu
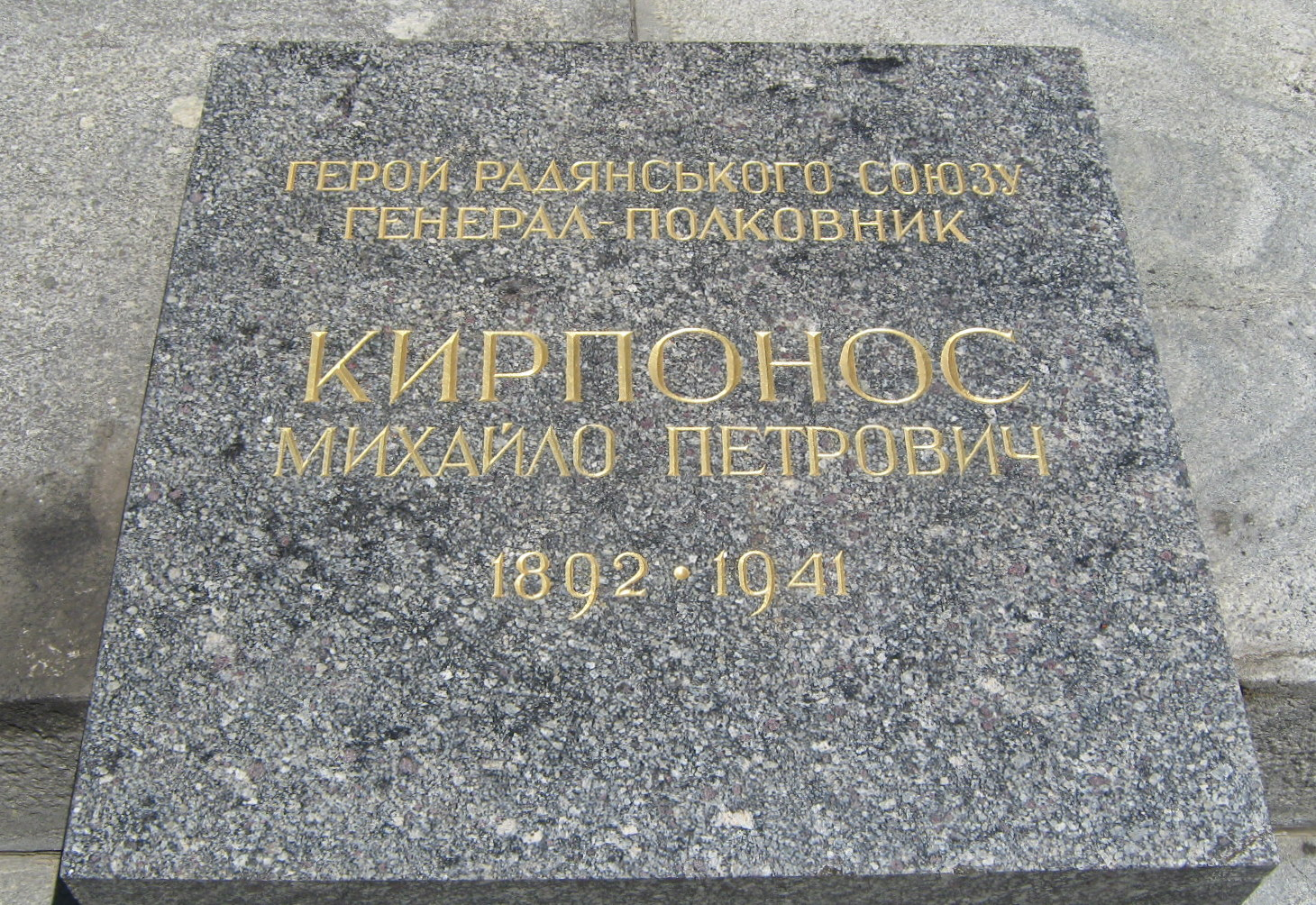
Náhrobek v Parku slávy v Kyjevě
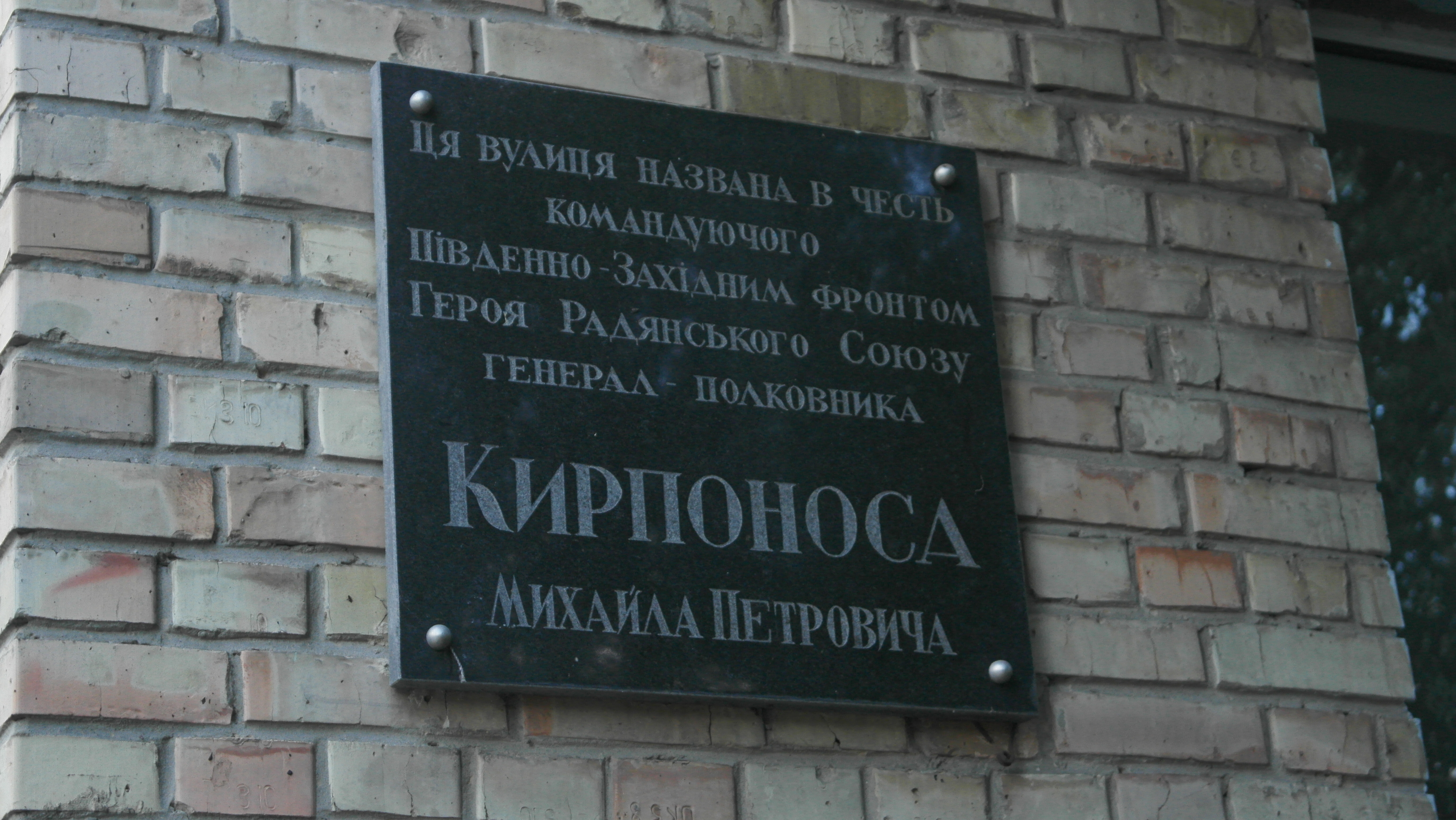
Pamětní deska v Kirponosově ulici v Brovarech